# Gratia (gmina)
Gratia – gmina w Rumunii, w okręgu Teleorman. Obejmuje miejscowości Ciurari-Deal, Drăghinești i Gratia. W 2011 roku liczyła 3005 mieszkańców. 